# Scott Fredericks
Scott Fredericks (1943 – Sligo, 2017. november 6.) ír színész.

## Filmjei

### Mozifilmek
- A gátlástalanság lovagja (The Rise and Rise of Michael Rimmer) (1970)
- Az ükhadsereg (Dad’s Army) (1971)
- Vakrémület (See No Evil) (1971)
- A síron túlról (From Beyond the Grave) (1974)
- The Deadly Females (1976)
- Cal (1984)

### Tv-filmek
- The White Rabbit (1967)
- John Halifax, Gentleman (1974)
- Charters & Caldicott (1985)
- Crossfire (1988)
- Vilmos herceg (Prince William) (2002)
- Sherlock Holmes és a Baker Street-i vagányok (Sherlock Holmes and the Baker Street Irregulars) (2007)

### Tv-sorozatok
- Crossroads (1964, egy epizódban)
- Sat'day While Sunday (1967, két epizódban)
- Love Story (1968, egy epizódban)
- Strange Report (1969, egy epizódban)
- Dixon of Dock Green (1970, két epizódban)
- The Regiment (1972, egy epizódban)
- The Man Outside (1972, egy epizódban)
- Ki vagy, doki? (Doctor Who) (1972–1977, nyolc epizódban)
- Sutherland's Law (1973, egy epizódban)
- Barlow at Large (1974, egy epizódban)
- Z Cars (1977, egy epizódban)
- Last of Summer (1978, egy epizódban)
- Blake's 7 (1979, egy epizódban)
- The Enigma Files (1980, egy epizódban)
- Cribb (1981, egy epizódban)
- Triangle (1981–1983, 68 epizódban)
- Rock Rivals (2008, négy epizódban)